# الكسندر أتكينز
الكسندر أتكينز هو سياسي أسترالي، ولد في 29 يناير 1885، وتوفي في 8 مارس 1978. نشط حزبياً في حزب العمال الأسترالي. وقد انتخب عضو مجلس نواب تسمانيا ‏.